# 西联汇款
西联汇款（Western Union, ：WU）于1851年在纽约成立，現在總部在美國科羅拉多州丹佛市（Denver），以前主要业务为收發电报，现在主要业务为国际汇款。

## 其他網站
- 西聯匯款簡介 （页面存档备份，存于）